# Зелёная смерть
Зелёная смерть (англ. The Green Death) — пятая и последняя серия десятого сезона британского научно-фантастического телесериала «Доктор Кто», состоящая из шести эпизодов, которые были показаны в период с 19 мая по 23 июня 1973 года.

## Сюжет
Доктор настраивает параметры ТАРДИС для путешествия на Метебелис Три, а Джо читает статью в газете о таинственной смерти шахтёра по имени Хьюз в заброшенной шахте в Ллэнферфахе (Южный Уэльс). Тот проводил плановую проверку, но умер, а его кожа стала светиться зеленым. Джо цепляется за эту возможность, чтобы встретиться с местным экологом и нобелевским лауреатом профессором Клиффордом Джонсом, и отправляется туда с Бригадиром, расследующим смерть шахтёра. Доктор соглашается помочь, но только после полета на Метебелис Три.
Первым делом Бригадир прибывает на недавно открывшуюся рядом с заброшенной шахтой фабрику «Глобал Кемикалс». Стивенс, её начальник, объявляет, что они производят на 25 % больше бензина и дизельного топлива из того же количества чистой нефти; при этом «процесс Стивенса» практически безотходный. Джонс тем не менее убеждён, что этот процесс оставляет тысячи галлонов отходов, а также что смерть Хьюза связана с «Глобал Кемикалс», но из-за своей занятости он не может пойти в шахты на расследование, поэтому Джо отправляется туда одна.
Доктор тем временем добирается до Метебелиса Три, далёкого от его описания «голубого рая», после атак множества существ похищает оттуда небольшой синий кристалл и возвращается в лабораторию ЮНИТ. Прибыв в Южный Уэльс на Бесси, он встречает Бригадира, и вместе они отправляются в шахту, несмотря на настояния Стивенса, что та должна быть опечатана. После их отбытия Стивенс вызывает своего помощника Хинкса и безэмоционально сообщает ему, что «никто не должен спускаться в шахту». Хинкс уходит, и Стивенс надевает пару странных наушников.
Джо тем временем уже спускается в шахту с шахтёром Бертом на помощь другому, Даю Эвансу. Но оказывается, что тормоза подъёмника кем-то сломаны. Доктор останавливает кабину, но Джо и Берт оказываются запертыми внизу. Они находят Дая, который зеленеет и умирает. Берт вспоминает об аварийном проходе в шахте и с Джо идёт на его поиски, оставив записку.
Доктор собирается соединить два подъёмника вместе, чтобы можно было воспользоваться вторым. Бригадир просит у Глобал Кемикалс оборудование для резки, но человек по имени Фелл сообщает, что такого у них нет. По просьбе Доктора Джонс и его соратники устраивают демонстрацию перед входом на фабрику, а Доктор проникает внутрь, но его ловят и доказывают, что оборудования нет. К счастью, его находят Дэйв и Бригадир, и Доктор спускается в шахту с Дэйвом и двумя шахтёрами. Они находят Дая мертвым и записку от Джо.
Берт дотрагивается до зелёной слизи, стекающей по стене, и вскоре слабеет, а его рука начинает светиться зеленым. По его просьбе Джо идёт дальше без него. Дэйв и Доктор находят Берта, и Доктор отправляется на поиски Джо один. Объединившись, они пробираются через подземелье, заполненное большими личинками; по дороге Доктор берёт большое яйцо для экспериментов. Они видят трубу от фабрики, покрытую следами отходов.
На фабрике рабочий по имени Элгин, друг Фелла, говорит ему о смерти Эванса и умирающем Берте. Он замечает, что тот собирается слить отходы в трубу с Доктором и Джо, и вовремя их оттуда выпускает. Фелл идет к Стивенсу, жалуясь на головную боль, тот надевает на него наушники, но «обработка» проваливается, и голос сообщает, что Фелл должен умереть. Стивенс нажимает на кнопку, и Фелл прыгает с балкона.
Новость о смерти Берта застаёт героев во время ужина у Джонса грибами, выведенным им самим. Вскоре из яйца, взятого Доктором, вылупляется личинка, которая направляется к Джо, но атакует и кусает Хинкса, посланного, чтобы выкрасть яйцо. Личинка сбегает, а Хинкс быстро слабеет от её яда. Утром к ярости Доктора Бригадир взрывает шахту, но попытка заблокировать личинок в ней проваливается: те пытаются вылезти через трубу на фабрику, а затем вылезают из-под земли по всей территории у шахты.
На фабрике Доктор связывается с Майком Йетсом под прикрытием и узнаёт, что Стивенс — не главный на фабрике и подчиняется кому-то с последнего этажа комплекса, куда можно подняться только на специальном лифте. Там находится БОСС (Биоморфический Организационный Супервизор Систем) — суперкомпьютер с жаждой власти. Он основал компанию, взял под контроль Стивенса и ключевой персонал и в ответе за все последние события. Промыть мозги Доктору не выходит, тот сбегает, и БОСС берёт под контроль Йетса, чтобы тот убил Доктора. Но последний выводит Майка из-под гипноза с помощью синего кристалла с Метебелиса Три.
Джо влюбляется в Джонса, но случайно разрушает его эксперимент с зелёной слизью. Решив загладить вину, она отправляется к терриконам за живой личинкой для экспериментов. Тем временем Джонс узнаёт, что порошок его гриба, просыпанный Джо, и есть лекарство от слизи. Он находит Джо на поле в окружении личинок и прячется вместе с ней от бомбардировки местности, но заражается слизью. Их спасают Доктор и Бентон на Бесси. Услышав от Джонса «случайная прозорливость», Доктор понимает, что он случайно наткнулся на что-то, что поможет в борьбе со слизнями и инфекцией. Бентон привозит оболочку личинки, доказывающую, что те превращаются в гигантских насекомых. Но вскоре находится труп личинки, поевшей гриба, и Доктор также находит лекарство для Джонса. Вместе с Бентоном он раскидывает личинкам гриб, от которого они умирают. Их атакует гигантское насекомое, но Доктор накрывает его плащом, оно падает на землю и умирает.
БОСС планирует связаться с другими компьютерами и начать править Землей, и Стивенс переходит под полный контроль компьютера. Вернувшийся на фабрику Доктор убеждает Стивенса, что правление БОССа приведёт к загрязнению, массовому зомбированию и множеству жертв, выводит его из гипноза с помощью кристалла, и тот, дав Доктору уйти, взрывает фабрику вместе с собой и компьютером.
В доме профессора на вечеринке Джо и Джонс объявляют о грядущей свадьбе. Доктор благословляет их и дарит кристалл в качестве подарка на свадьбу, но это означает, что Джо больше не будет путешествовать с ним. Доктор очевидно расстроен этим и тихо ускользает в самый разгар праздника.
Пока Джонс и Джо танцуют, Доктор едет на Бесси в закат.

## Трансляции и отзывы
| Эпизод            | Дата показа    | Продолжительность | Телезрители (в миллионах) | Archive                 |
| ----------------- | -------------- | ----------------- | ------------------------- | ----------------------- |
| «Эпизод 1»        | 19 апреля 1973 | 25:55             | 9,2                       | PAL 2" colour videotape |
| «Эпизод 2»        | 26 апреля 1973 | 25:56             | 7,2                       | PAL 2" colour videotape |
| «Эпизод 3»        | 2 апреля 1973  | 25:12             | 7,8                       | PAL 2" colour videotape |
| «Эпизод 4»        | 9 апреля 1973  | 25:47             | 6,8                       | PAL 2" colour videotape |
| «Эпизод 5»        | 16 мая 1973    | 25:20             | 8,3                       | PAL 2" colour videotape |
| «Эпизод 6»        | 23 мая 1973    | 26:06             | 7,0                       | PAL 2" colour videotape |
| [ 1 ] [ 2 ] [ 3 ] |                |                   |                           |                         |